# Оксигенази
Оксигена́зи (англ. oxygenase) — ферменти класу оксидоредуктаз, що каталізують реакції, в яких кисень вводиться в молекулу акцептора. Монооксигеназа вводить один атом O, а діоксигеназа — два атоми O. Наприклад, цитохром Р-450 діє як монооксигеназа, вводячи кисень у С–Н зв'язок ароматичних та аліфатичних вуглеводнів.